# PRO-GEN
PRO-GEN is naast Aldfaer en Haza-Data een van de meest gebruikte softwarepakketten in Nederland en België voor het opslaan en uitvoeren van genealogische data. Door de flexibele opmaak is het echter eenvoudig om te bouwen tot een database voor het opslaan van adresgegevens, bibliotheekgegevens, etc.
De eerste versie van dit softwarepakket verscheen in 1989 en werd ontwikkeld door Johan Mulderij en Dinant Scholte in 't Hoff uit Twente. Ondersteuning vindt plaats door de auteurs en door de PRO-GEN Gebruikersgroep. De meest recente versie is 3.51; updates daarvoor verschijnen op de website.